# Tomáš I. Savojský
Tomáš I. Savojský (po 26. červnu 1178, Charbonnières – 1. května 1233, Moncalieri) byl savojský hrabě a pán Piemontu.

## Život
Tomáš byl jediným a vymodleným[zdroj?] synem savojského hraběte Humberta III. a jeho čtvrté ženy Beatrix z Viennois a byl pojmenován na počest Tomáše Becketa. Hrabě Humbert zemřel již roku 1189 a regenty nezletilého Tomáše se stala matka Beatrix společně s markrabětem Vilémem z Montferratu, jenž byl příbuzným zemřelého a několikrát zprostředkovával dohody mezi Humbertem a císařem Fridrichem Barbarossou. Savojská hrabata totiž ovládala průchod západoalpskými průsmyky, které byly veledůležité pro cestu na Apeninský poloostrov. Tomáš ve shodě se svým poručníkem stál na straně císaře, což mu vyneslo říšský vikariát v Lombardii.
Roku 1196 se bojovný hrabě oženil s Markétou, dcerou císařem exkomunikovaného hraběte Viléma ze Ženevy a zplodil s ní početné potomstvo. Tomáš zemřel v pětapadesáti letech a byl pohřben v piemontském klášteře Saint-Michel de la Cluse, Markéta jej přežila o více než dvacet let a byla pohřbena v Hautecombe.